# Гљивична контаминација контактних сочива
Гљивична контаминација контактних сочива спада у групу микробима изазваних инфекција рожњаче које спадају у најозбиљнију и „најчешћу опасност за вид“. Такве инфекције „све више се препознају као важан узрок морбидитета и слепила“ и „могу чак бити опасне по живот“. Иако се веровало да је рожњача најчешће место гљивичних инфекција ока, истраживањима је утврђено да се гљивичних инфекција ока може јевити и на орбити, склери, очним капцима и другим структурама ока. Имајући у виду могуће компликације боље разумевање различитих патогенетских механизама гљивичне контаминације контактних сочива треба да омогућићи развој молекула и метода за неутрализацију ових механизама и побољшање антифунгалне терапије.  
Пацијенти са инфекцијама ока изазваном контаминираним контактним сочивима требало би да се што пре јаве офтламологу.  

## Етиопатогенеза
Гљиве су опортунистички микроорганизми у оку, јер ретко инфицирају здрава, нетакнута очна ткива. Чак и тривијална траума честица прашине која пада на рожњачу може пореметити интегритет епитела рожњаче, предиспонирајући је за микотични кератитис. Код компромитоване или имуносупресивне особе, озбиљне инфекције могу бити опасне по вид и живот, као што је риноорбитоцеребрална зигомикоза.
Само у Сједињеним Америчким Државама око 25 милиона особа носи контактна сочива, а њихова употреба из козметичких и афакичних разлога је у сталном порасту.  Међу овим корисницима контактних сочива више од 80% њих  користи мека контактна сочива. 
Микробни кератитис је озбиљна компликација ношења контактних сочива. У одређеним заједницама у Сједињеним Америчким Државама, ношење контактних сочива је утврђено као најзначајнији фактор ризика за развој улцерозног кератитиса. Такође употреба контактна сочива, као и футроле за контактна сочива, све више се наводи као један од главних извори инфекција рожњаче.
У једном извештају, псеудомонас аеругиноса је био најчешћи изоловани патоген, док су гљивични, вирусни и амебом (Acanthamoeba) изазван кератитис нешто решто ређи у другој студији.
Садашња мека контактна сочива варирају у садржају воде од 37 до 80%. Њихово правилно чувања и свакодневна нега обухвата: обавезно прање детерџентом и водом  како би се површина сочива очистила од остатака из околине, сузних протеина и микроорганизама, након чега следи намакање у дезинфекциони раствору 4-12 часова. Ако се то не уради, настаје таложење и клијање гљивица на површини меког сочива што може довести до продирања хифа (множина хифе, од Грчког ὑφή, huphḗ)  дугачке, кончасте структура гљива, оомицета или актинобактерија, у сочиво и накнадног раста мицелијума унутар матрикса меког сочива.
Студије о пенетрацији матрикса и раста филаментозних гљивица у хидрогелним сочивима сугеришу да су сочива са вишим нивоом воде, као што су она за продужено ношење, подложнија контаминацији, мада и пластична сочива могу сама по себи деловати као супстрат за раст хифа.
Таква контаминација је значајан узрок кварења хидрогелних сочива, посебно у тропским регионима.
Иако је гљивична контаминација хидрогелног сочива, без озбиљних очних последица, ка чест случај  пријављени су и повремени случај кератомикозе повезани са ношењем тако контаминираног сочива. 
На сочивима намењеним за козметичко или афакично ношење, хипомицете се чешће примећују као агенси кварења а Curvularia lunata, Fusarium spp. и Paecilomyces lilacinus су документовани изолати инфекције рожњаче повезани са меким сочивима контаминираним гљивама.

## Дијагноза
Дијагноза се утврђује „препознавањем типичних клиничких карактеристика и директном микроскопском детекцијом гљивица у струготинама, узорцима биопсије и другим узорцим, што  потврђује дијагнозу.
Други тестови који се такође могу користити укључују  хистопатолошке, имунохистохемијске или ДНК тестове.

## Терапија
На основу дијагнозе, може се применити одговарајућа специфична терапија против гљивица. Један од најпопуларнијих и најчешћих третмана који се користи за по живот опасне и тешке офталмолошки микозе је амфотерицин Б који је специфичан лек против гљивица.
За лечење филаментозног гљивичног кератитиса,  топикално натамицин је обично први лек избор.
За лечење гљивичног кератитиса,  топикално амфотерицин Б  је обично први избор.
Тренутни напредак у даљим третманима укључује евалуацију триазола као што су итраконазол и флуконазол "као терапијске опције  офталмолошких микоза.
За инвазивне гљивичне инфекције ока, склеритис и кератитис,  сама медицинска терапија обично није довољна за лечење инфекција због инвазивне природе одређених врста узрочника. Такве инвазивних гљива укључују Фусариум, Питхиум и Ласиодиплодиа. За ове озбиљније. врсте инфекција које не реагују на медикаментозну медицинску терапију мораће даље да се лече „хируршким дебридманом и другим  различитим хируршким процедурама.
Многе гљивичне инфекције ока такође ће бити повезане са кортикостероидима, за које се траже методе „контроле упалног оштећења ткива.
Непосредан третман за контактна сочива контаминирана гљивицама је одбацивање тих контактних сочива  и замените потпуно новим контактним сочивима. Такође се препоручује замена кутије за контактна сочива јер може бити извор патогена.

## Превенција
Микробна контаминација која потиче из различитих извора из животне средине је значајан предиспонирајући фактор за микробни кератитис повезан са контактним сочивима. Многи корисници контактних сочива који не поштују прописану хигијенску процедуру код употребе сочива развијају микробни кератитис повезан са контактним сочивима.
Због тога је неопходно предузети мере предострожности како би се смањио ризик од таквих компликација. Пошто су  многим контактним сочивима у току истраживања изоловане гљиве, хигијенско одржавање контактних сочива и кутија за складиштење је од велике важности.